# Viktor Georgievič Pugačëv
Viktor Georgievič Pugačëv (in russo Виктор Георгиевич Пугачёв?; Taganrog, 8 agosto 1948) è un aviatore sovietico.
Pilota collaudatore ideatore della manovra chiamata Cobra di Pugačëv, fu nominato Eroe dell'Unione Sovietica.

## Biografia
Nel 1966 conclusi gli studi scolastici, Pugačëv si iscrive all'Accademia Militare Aeronautica di Ejsk intitolata all'aviatore e cosmonauta Vladimir Michajlovič Komarov.
Finito il corso, viene assegnato all'accademia stessa come pilota istruttore. Addestra i cadetti per gli aerei Su-7 e Su-6, prepara 23 piloti da caccia.
Nell'ottobre 1976 Pugačëv supera con successo la selezione ed è ammesso alla scuola piloti collaudatori del Ministero per l'Industria Aeronautica dell'URSS.
Nel dicembre del 1978 con la conclusione del corso gli viene assegnata la carica di pilota collaudatore di terza classe all'Istituto di ricerca aeronautica "Mihail Mihajlovič Gromov".
In qualità di secondo pilota e comandante di bordo ha occasione di volare sugli aerei MiG-21, MiG-25, MiG-31.
Verso il 1980 Pugačëv diventa collaudatore di seconda classe. Nell'ottobre dello stesso anno prende la decisione di trasferirsi all'OKB Suchoj, dove continua a lavorare anche oggi.
Nel 1982, dopo un anno di lavoro attivo nel campo, gli viene assegnato il ruolo di collaudatore capo del Su-27.
Mette in fila un'intera serie di record mondiali, conseguiti con il Su-27, tra cui minor tempo di salita a 3000, 6000, 9000 e 12000 metri. I collaudi del caccia vengono completati con successo nel 1984 ed il velivolo viene preso in servizio.
Tra il 1983 e il 1984 presso i cantieri navali Nikolaevskij inizia la costruzione della prima portaerei sovietica. Alla Suchoj iniziano i lavori di ricerca per calcolare i parametri di decollo e atterraggio sul ponte di una nave. I voli furono eseguiti con Su-25 e Su-27.
Nel 1985 le sperimentazioni preliminari si conclusero col successo di un atterraggio con cavo d'arresto. Il 17 agosto 1987 Pugačëv esegue il primo decollo sull'aereo sperimentale Su-27K (T-10K-1) da postazione navale.
Il 1º novembre 1989 con ai comandi Pugačëv, un aereo effettua il primo appontaggio sulla portaerei "Tbilisi" (oggi "Kuznecov"). Dopo la conclusione della prova la macchina ricevette la denominazione ufficiale Su-33 e il consorzio di produzione a Komsomol'sk-na-Amure ne iniziò la produzione di serie.

Il profilo dell'esecuzione un cobra di Pugačëv

Sempre lo stesso anno fu presa la decisione sulla partecipazione di aerei dell'OKB Suchoj al Salone internazionale dell'aeronautica e dello spazio di Parigi-Le Bourget e sulla preparazione di uno speciale programma di dimostrazione.
Il 28 aprile Pugačëv effettua per la prima volta una frenata aerodinamica con uscita al massimo angolo d'attacco (Cobra di Pugačëv) di fronte agli specialisti dell'aeroporto Žukovskij, e viene inserita in qualità di elemento a parte nel programma dimostrativo del Su-27 a Le Bourget.
Per il coraggio e l'eroismo, dimostrati nella messa a punto del Su-27, nel 1989 Viktor Pugačëv fu insignito del titolo Eroe dell'Unione Sovietica; decorato con l'Ordine di Lenin, lo Znak počëta (Distintivo d'Onore), III grado per meriti verso la Patria (1999) e Benemerito pilota collaudatore dell'URSS (1991).
Vive e lavora nella città di Žukovskij, oblast' di Mosca.

## Primati mondiali
Pugačëv ha fatto registrare, dalla Fédération Aéronautique Internationale, 13 primati mondiali.
| Data             | Classe (e gruppo) | Descrizione                                       | Primato       | Stato                                    |
| ---------------- | ----------------- | ------------------------------------------------- | ------------- | ---------------------------------------- |
| 15 novembre 1986 | C-1 (3)           | Tempo di salita a 3 000 m                         | 25,37 s       | Record                                   |
| 15 novembre 1986 | C-1h (3)          | Tempo di salita a 3 000 m                         | 25,37 s       | Record                                   |
| 15 novembre 1986 | C-1 (3)           | Tempo di salita a 6 000 m                         | 37,05 s       | Record                                   |
| 15 novembre 1986 | C-1h (3)          | Tempo di salita a 6 000 m                         | 37,05 s       | Record                                   |
| 15 novembre 1986 | C-1 (3)           | Tempo di salita a 9 000 m                         | 47,03 s       | Migliorato a 44,18 s con lo stesso aereo |
| 15 novembre 1986 | C-1h (3)          | Tempo di salita a 9 000 m                         | 47,03 s       | Migliorato a 44,18 s con lo stesso aereo |
| 15 novembre 1986 | C-1 (3)           | Tempo di salita a 12 000 m                        | 58,10 s       | Migliorato a 55,54 s con lo stesso aereo |
| 15 novembre 1986 | C-1h (3)          | Tempo di salita a 12 000 m                        | 58,10 s       | Migliorato a 55,54 s con lo stesso aereo |
| 29 marzo 1990    | C-1h (3)          | Tempo di salita a 15 000 m con 1 000 kg di carico | 1 min 21,71 s | Record                                   |
| 20 maggio 1993   | C-1i (3)          | Tempo di salita a 15 000 m                        | 2 min 6 s     | Record                                   |
| 20 maggio 1993   | C-1i (3)          | Tempo di salita a 15 000 m con 1 000 kg di carico | 2 min 6 s     | Record                                   |
| 20 maggio 1993   | C-1i (3)          | Carico massimo a 15 000 m                         | 1 015 kg      | Record                                   |
| 20 maggio 1993   | C-1i (3)          | Quota massima con 1 000 kg di carico              | 22 250 m      | Record                                   |